# Liste des œuvres musicales silencieuses

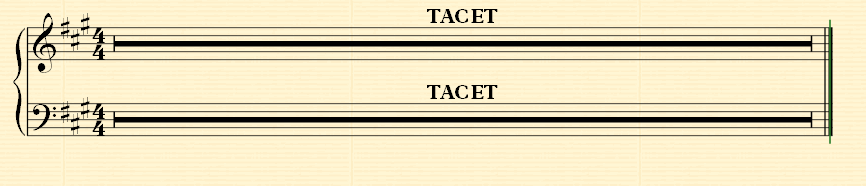
Tacet.

Cet article recense les œuvres musicales consistant principalement ou entièrement en silence.

## Principe
Avant même qu'une telle œuvre ne soit écrite, certains compositeurs ont discuté de la signification du silence ou d'une composition silencieuse. En 1907, dans Esquisse d'une nouvelle esthétique de la musique, Ferruccio Busoni la décrit ainsi : « Ce qui, dans notre musique actuelle, approche au plus près de l'essence de l'art est le silence et la pause. Les joueurs accomplis, les improviseurs, savent comment utiliser leurs instruments d'expression d'une manière plus ambitieuse et plus ample. Le silence tendu entre deux mouvements — en lui-même musique dans cet environnement — laisse un cadre plus grand pour la divination qu'un son plus déterminé, et donc moins élastique. » Après avoir pris connaissance de ce texte, Paul Hindemith propose une œuvre qui ne comprend rien d'autre que des silences et des points d'orgue.
Les œuvres silencieuses prennent différentes formes. Certaines s'apparentent à des compositions de musique classique, transcrites sur des partitions et destinées à être jouées. D'autres sont réellement enregistrées et gravées sur un support musical, souvent une simple piste sur un album (parfois simplement mentionnée sur la pochette avec une durée de 0 seconde). Des disques entièrement silencieux ont été édités. Vers 1947, John Cage projette de produire un tel disque, intitulé Silent Prayer et qui aurait la même durée qu'un disque commercial standard, mais ne le réalise pas. En 1957, la ligne BunaB (en), qui produit des gadgets volontairement inutiles, édite BunaB #5, un disque entièrement silencieux destiné à être écouté en regardant la télévision.
Les motivations d'une œuvre silencieuse sont diverses. Pour John Cage dans 4′33″, il s'agit de créer une œuvre constituée des sons de l'environnement, que les auditeurs entendent lorsqu'elle est interprétée. D'autres sont contestataires, comme Are We Here? (Criminal Justice Bill?) d'Orbital (une piste de 4 minutes pour protester contre le Criminal Justice and Public Order Act (1994) (en) visant à pénaliser les comportements anti-sociaux au Royaume-Uni) ou There's a Riot Goin' On de Sly and the Family Stone (un piste non-existante uniquement mentionnée sur la pochette de l'album avec une durée nulle). D'autres encore expriment une émotion, comme Two Minutes Silence de John Lennon et Yoko Ono (deux minutes de silence après l'enregistrement des battements de cœur du fœtus, mort d'une fausse couche d'Ono).
Le silence a donné lieu à une plainte pour plagiat : en 2002, le groupe The Planets (en) place la piste A One Minute Silence sur son album Classical Graffiti et mentionne « Batt/Cage » dans les crédits. Les ayants droit de John Cage l'attaquent pour plagiat de 4′33″. L'affaire se conclut à l'amiable.

## Liste

### Compositions classiques
- 1897 : Marche funèbre composée pour les funérailles d'un grand homme sourd, Alphonse Allais : neuf mesures blanches. Allais inclut les instructions suivantes : « Les grandes douleurs étant muettes, les exécutants devront uniquement s’occuper à compter des mesures, au lieu de se livrer à ce tapage indécent qui retire tout caractère auguste aux meilleures obsèques[6] ».
- 1919 : In futurum, Erwin Schulhoff. Partition notée avec un grand détail rythmique, employant des mesures bizarres et des motifs rythmiques complexes (troisième mouvement de Fünf Pittoresken pour piano)[7].
- 1949 : Symphonie Monoton-Silence, Yves Klein. Deux mouvements, un accord tenu pendant 20 minutes suivi d'un silence de 20 minutes[8],[9].
- 1952 : 4′33″, John Cage. Trois mouvements durant au total quatre minutes et trente-trois secondes, pour un instrument ou une combinaison d'instruments.
- 1960: Chiroptera, Malcolm Arnold. Arnold indiqua que l'orchestre devait jouer « avec grande énergie mais sans faire de son ».
- 1961 : Three Bagatelles for David Tudor, György Ligeti
- 1962 : 4'33" No. 2, John Cage.

### Chansons et pistes individuelles

#### Années 1960
- 1966 : Silence (Copyright 1932), Andy Warhol (The East Village Other)
- 1968 : Anniversary of World War III, The West Coast Pop Art Experimental Band (Volume 3: A Child's Guide to Good and Evil)
- 1969 :
  - The Ballad of Richard Nixon, John Denver (Rhymes & Reasons)
  - Two Minutes Silence, John Lennon et Yoko Ono (Unfinished Music No.2: Life with the Lions)

#### Années 1970
- 1971 :
  - Le Crochet (Œuvre Sup), Maurice Lemaître
  - There's a Riot Goin' On, Sly and the Family Stone (There's a Riot Goin' On)
- 1973 : The Nutopian International Anthem, John Lennon (Mind Games)
- 1976 : Disco Party Part 2, Son of Pete (Silent Knight)
- 1978 : The Sound of Free speech, Crass (The Feeding of the Five Thousand)

#### Années 1980
- 1980 : Birthdeath Experience, Whitehouse (Birthdeath Experience)
- 1981 : Pensées et Maximes de V.G.E, Valerie Gee's Car Band (Un président pour la France)
- 1986 : Beware! The Funk is Everywhere, Afrika Bambaataa (Beware (The Funk Is Everywhere))
- 1987 : Le Chant des carpes, Ludwig von 88 (Houlala 2 : La Mission)
- 1988 :
  - One Minute of Silence, Soundgarden (Ultramega OK)
  - (Silence), Ciccone Youth (The Whitey Album)

#### Années 1990
- 1991 : The Misinterpretation of Silence and its Disastrous Consequences, Type O Negative (Slow Deep and Hard)
- 1993 : Silencio sepulcral, Soziedad Alkoholika (Y Ese Que Tanto Habla, Está Totalmente Hueco, Ya Sabéis Que El Cántaro Vacío Es El Que Más Suena)
- 1994 :
  - Are We Here? (Criminal Justice Bill? Mix), Orbital (Are We Here?)
  - B-Side, The Count Backwards (Double Decker Bus	/ Bad Little Woman)
  - Pure Digital Silence, Melvins (Prick)
- 1996 :
  - In Remembrance, Pan.Thy.Monium (Khaooohs and Kon-Fus-Ion)
  - Non-Musical Silence, Marilyn Manson (Antichrist Superstar ; l'album consiste, en plus des pistes habituelles, en 72 pistes silencieuses, chacune d'une durée de 4 secondes, suivies par une chanson intitulée Untitled)
- 1997 : 18 sekúndur fyrir sólarupprás, Sigur Rós (Von)
- 1998 : [Silence], Korn (Follow the Leader)
- 1999 :
  - Absolute Elsewhere, Coil (How to Destroy Angels)
  - Page 13, Fantômas (Fantômas)
  - Schweigenminute, VNV Nation (Praise the Fallen)
  - The Ten Coolest Things About New Jersey, Bloodhound Gang (Hooray for Boobies)

#### Années 2000
- 2000 :
  - Tunnel of Goats XVII, Coil (Constant Shallowness Leads to Evil)
  - You Can Make Your Own Music, Covenant (United States of Mind ; une piste silencieuse de 4 minutes et 33 secondes, en hommage à 4′33″ de John Cage)
- 2001 :
  - (nothing), The Microphones (The Glow Pt. 2)
  - Rwanda, Radio Boy (The Mechanics of Destruction)
- 2002 :
  - 12:97:24:99, Mudvayne (The End of All Things to Come)
  - 42 Minutes of Silence, Milosh (Quiet Time, with Milosh)
  - 9-11-01, Soulfly (3)
  - A One Minute Silence, The Planets (Classical Graffiti)
  - Magic Window, Boards of Canada (Geogaddi)
- 2003 :
  - A Lot of Nothing, Coheed and Cambria (In Keeping Secrets of Silent Earth: 3 ; piste divisée en 11 sections d'une durée de 5 à 15 secondes)
  - Pregnant Pause... Intermission, Leila Bela (Angra Manyu)
  - [Silence] (A suitable place for those with tired ears to pause and resume listening later), Robert Wyatt (Cuckooland)
  - Thirty-second Silence, Guster (Keep It Together)
- 2005 :
  - 15 Minutes, Télépopmusik (Angel Milk)
  - Path XII: Inlustra Nigror, Vesania (God the Lux)
- 2006 : Intentionally Left Blank, James Holden (The Idiots Are Winning)
- 2007 : Song of the Deaf Girl, Cloud Cult (The Meaning of 8)
- 2008 : Non Musical Silence, The All-American Rejects (When the World Comes Down)
- 2009 : « », P.O.box (InBetweenTheLines ; piste sans titre de 78 secondes en référence aux 78 pays n'ayant pas aboli la peine de mort)

#### Années 2010
- 2011 : Silence, Brian Eno (Drums Between The Bells)

### Anthologies et disques silencieux
- 1957 : BunaB #5 (en), Al Crowder (en) : disque entièrement vierge, « destiné à être joué en regardant la télévision »
- 1959 : Prince of Space, Musik der Leere, Yves Klein, Charles Wilp
- 1965-1969 : Disque de silence (Barclay)
- 1970 : The Best of Marcel Marceau, Michael Viner
- 1978 : The Nothing Record Album (Solid Gold Records) : 10 pistes silencieuses[4]
- 2013 : Sounds of Silence, Patrice Caillet, Adam David et Matthieu Saladin (Alga Marghen, Frac Franche-Comté) : anthologie reprenant 30 morceaux silencieux[10],[4]
- 2014 : Sleepify, Vulfpeck